# غويلرمو دياز
غويلرمو دياز (بالإسبانية: Guillermo Díaz Zambrano)‏ (29 ديسمبر 1930 بفالبارايسو في تشيلي - 25 سبتمبر 1997 بسانتياغو في تشيلي) هو لاعب كرة قدم تشيلي في مركز الهجوم، شارك في كأس أمريكا الجنوبية 1955 وكأس العالم 1950. وشارك مع منتخب تشيلي لكرة القدم. أما مع النوادي، فقد لعب مع ريال سرقسطة وسانتياغو واندررز ونادي بالستينو.

## وصلات خارجية
- غويلرمو دياز على موقع الاتحاد الدولي (مؤرشف)  (الإنجليزية)
- غويلرمو دياز على موقع قاعدة بيانات كرة القدم.إي يو (الإنجليزية)
- غويلرمو دياز على موقع ناشيونال فوتبول تيمز (الإنجليزية)
- غويلرمو دياز على موقع Soccerway.com (الإنجليزية)
- غويلرمو دياز على موقع عالم كرة القدم.نت (الإنجليزية)